# Thad Jones/Mel Lewis Orchestra
Het Thad Jones/Mel Lewis Orchestra was een Amerikaanse bigband onder leiding van Thad Jones en Mel Lewis, die bestond van 1965 tot 1978. Volgens Ted Gioia is ze een van de beroemdste en meest briljante bigbands van haar tijd. Volgens Joachim-Ernst Berendt was het tijdens de jaren 1970 'het muzikaal meest overtuigende orkest van alle nieuwere bigbands.

## Leden
Al Porcino, Ashley Fannell, Billy Harper, Bob Bowman, Buddy Lucas, Cecil Bridgewater, Charles Davis, Cliff Heather, Clifford Adams, Dick Bienenfeld, Earl Gardner, Earl McIntyre, Ed Xiques, George Mraz, Gregory Herbert, Harold Danko, Jerry Dodgion, Jesper Lundgaard, Jim Bossy, Jimmy Knepper, John Mosca, Jon Faddis, Larry Moss, Larry Schneider, Lee Robertson, Lolly Bienenfeld, Lynn Nicholson, Marvin Halladay, Mel Lewis, Pepper Adams, Quentin Jackson, Ron Bridgewater, Ron Rooley, Stephen Furtado, Steve Coleman, Thad Jones

## Geschiedenis
Het Thad Jones/Mel Lewis Orchestra werd opgericht in 1965 als een repetitieband door studiomuzikanten. De bigband debuteerde op 7 februari 1966 in de New Yorkse jazzclub Village Vanguard. Met dit concert begon de traditie van het Thad Jones/Mel Lewis Jazz Orchestra, dat meer dan veertig jaar op maandag speelde, waaruit het Mel Lewis Jazz Orchestra en uiteindelijk het Vanguard Jazz Orchestra ontstonden na het vertrek van Thad Jones in 1978. Thad Jones en Bob Brookmeyer (die ventieltrombone in het orkest speelden) waren verantwoordelijk voor de meeste arrangementen, die Thad Jones' eigen composities Mean What You Say en Don't Ever Leave Me en bekende jazzstandards zoals Polka Dots en Moonbeams, Lover Man en Willow Weep for Me arrangeerden. Bij de oprichters van de band waren Thads broer Hank Jones, Jerome Richardson, Pepper Adams, Snooky Young, Jerry Dodgion en Eddie Daniels de solisten. Volgens Dee Dee Bridgewater, die vier jaar in het orkest zong, was Thad Jones primair verantwoordelijk voor 'het creatieve aspect', terwijl co-leader Mel Lewis verantwoordelijk was voor het zakelijke aspect. De deelnemende muzikanten Garnett Brown en Tom McIntosh traden ook op als arrangeurs.
De bigband trad op tijdens het Newport Jazz Festival in 1966. in de tweede helft van de jaren 1960 volgde een reeks opnamen voor het label Solid State Records, waaraan ook de gastvocalisten Joe Williams en Ruth Brown deelnamen. Begin 1970 speelden bij het door Sonny Lester geproduceerde album Consummation, volgens Richard Cook/Brian Morton een van de beste bigband-albums van zijn tijd, ook Richard Davis, Jimmy Buffington, Julius Watkins, Roland Hanna, Joe Farrell, Richie Kamuca, Billy Harper, Benny Powell, Eddie Bert, Jimmy Knepper, Al Porcino, Marvin Stamm en Howard Johnson in het orkest.
Begin jaren 1970 ondernam het orkest talloze nationale en internationale reizen, jaarlijks in Europa, meerdere keren in Japan en in 1972 ook naar de Sovjet-Unie. In 1976 werd een live-album gemaakt met de organiste Rhoda Scott. In 1977 volgden opnamen met de zangeres Monica Zetterlund. In een van de laatste bezettingen in 1978 speelden muzikanten als Steve Coleman, Charles Davis, Jesper Lundgaard, Jim McNeely, Dick Oatts en Bob Rockwell in de band. Begin 1979 verhuisde Thad Jones naar Scandinavië. Mel Lewis bleef het orkest leiden onder zijn naam en huurde Bob Brookmeyer in als belangrijkste arrangeur en gaf de blazerssecties nieuwe impulsen door een hoorn en basklarinet toe te voegen. Na de dood van Mel Lewis in 1990 werd zijn bigband voortgezet als het Vanguard Jazz Orchestra. Pianist Jim McNeely (een veteraan van de Jones/Lewis-band) trad aanvankelijk op als componist in residentie. In 2013 werd het Vanguard Jazz Orchestra gedirigeerd door John Mosca.

## Waardering
Volgens J.E. Berendt doen ze geen enkele concessie aan de rockgeest van vandaag en zijn ze er desondanks in geslaagd een geweldige orkestrale jazz te creëren waarvan niemand het attribuut 'hedendaags' zal ontkennen. De ervaring van jazz uit alle tijdperken, inclusief jazz uit de jaren 1960 en de muziek van John Coltrane en het post-Coltrane tijdperk, vloeiden over in de arrangementen. Thad Jones en Mel Lewis zijn erin geslaagd hun orkest jarenlang een gemakkelijk te identificeren geluid te geven zonder instrumentatietrucs en modieuze capriolen te gebruiken. Gary Giddins vergeleek het orkest met de bigband van Gil Evans (The Monday Night Orchestra) en de verschillende ensembles van Charles Mingus. Volgens Martin Kunzler opende de Thad Jones / Mel Lewis-band nieuwe wegen voor geweldige orkestrale jazz toen het geen kans meer leek te hebben.

## Onderscheidingen
Het orkest is verschillende keren genomineerd voor de Grammy Award, in 1967 in de categorie «Best Jazz Instrumental Performance - Big Band (Live at the Village Vanguard)», in 1969 (Central Park North), in 1970 (Consummation), in 1975 (Potpourri) en in 1976 (New Life). In 1975 ontving het de prijs voor het beste instrumentale arrangement voor Living for the City (van het album Potpourri) en in 1978 voor de beste instrumentale jazz-uitvoering - Big Band (album Live in München). Bovendien was de bigband van 1972 tot 1977 meervoudig winnaar van zowel de criticuspolls als ook van de lezerspoll van DownBeat.

## Discografie
- 1966: All My Yesterdays: The Debut 1966 Recordings at the Village Vanguard (Resonanceed. 2016)
- 1966: Opening Night: Thad Jones/Mel Lewis Big Band at the Village Vanguard February 7, 1966 (ed. 2000)
- 1966: Presenting Thad Jones/Mel Lewis and the Jazz Orchestra (Solid State Records)
- 1966: Presenting Joe Williams and Thad Jones/Mel Lewis, The Jazz Orchestra (Solid State)
- 1966: All My Yesterdays (ed. Resonance 2016)
- 1967: Live at the Village Vanguard (Solid State)
- 1968: The Big Band Sound of Thad Jones/Mel Lewis Featuring Miss Ruth Brown (Solid State)
- 1968: Monday Night (Solid State)
- 1969: Central Park North (Solid State)
- 1969: Basle, 1969 (TCB Music, ed. 1996)
- 1970: Consummation (Solid State/Blue Note Records)
- 1972: Suite for Pops (Horizon/A&M Records)
- 1974: Live in Tokyo (Denon Jazz)
- 1974: Potpourri (Philadelphia International)
- 1974: Thad Jones/Mel Lewis and Manuel De Sica (Pausa)
- 1975: New Life: Dedicated to Max Gordon (A&M Records)
- 1976: Thad Jones/Mel Lewis Orchestra with Rhoda Scott (ook Rhoda Scott in New York with..., Barclays)
- 1976: Live in Munich (Horizon/A&M Records)
- 1977: It Only Happens Every Time (EMI Records) met Monica Zetterlund
- 1978: Body and Soul (auch Thad Jones/Mel Lewis Orchestra in Europe, West Wind)
- 1978: A Touch of Class (West Wind)

Compilatie
- 1994: The Complete Solid State Recordings of the Thad Jones/Mel Lewis Orchestra (Mosaic Records, 7 lp's of 4 cd's met Bill Berry, Richard Williams, Bob Brookmeyer, Tom McIntosh, Jerome Richardson, Jerry Dodgion, Joe Farrell, Eddie Daniels, Pepper Adams, Hank Jones, Richard Davis, Snooky Young, Marvin Stamm, Garnett Brown, Phil Woods, Roland Hanna, Jimmy Cleveland, Jimmy Knepper, Seldon Powell, Eddie Bert, Benny Powell, Joe Temperley, Al Porcino, Julius Watkins, Howard Johnson, Billy Harper, Richie Kamuca)